# Никитинка (Сысертский район)
Никитинка — упразднённый посёлок в Сысертском районе Свердловской области России. На момент упразднения входил в состав Верхнесысертского поссовета. В 1984 году включён в состав посёлка Верхняя Сысерть и исключён из учётных данных.

## География
Посёлок Никитинка располагался севернее дороги «Сысерть — Верхняя Сысерть», на расстоянии, примерно, 0,4 км к востоку от окраины посёлка Верхняя Сысерть. Ныне на месте бывшего посёлка расположено СНТ «Лесная Поляна». Северо-западнее расположен Благовещенский прииск.

## История
В 1890 году охотником Никитиным была найдена кварцевая жила с включением золота (Никтинская жила) в районе бывшего посёлка. С 1892 года была начата разработка золотоносной руды на вновь открытом Благовещенском прииске (он же Верхне-Сысертский). Разработка золота продолжалась вплоть до 1910 года, после чего прииск был расконсервирован. В 1933 году рядом с прииском строится новый шахтерский посёлок Никитинка (назван в честь первооткрывателя золота на прииске). Первыми постройками были землянки и два барака в которых поселились рабочие. В 1934 году Благовещенский прииск был расконсервирован. В короткие сроки в посёлке были построены: обогатительная фабрика, химлаборатория, контора, несколько многоквартирных домов. В 1964 году, в связи с истощением месторождения, прииск вновь был закрыт. Посёлок постепенно начало покидать население.
Решение Свердлоского облисполкома от 24.07.1984 г. № 265 посёлок Никитинка был включён в состав рабочего посёлка Верхняя Сысерть.